# 柳川邦衛
柳川 邦衛（やながわ くにえ、1933年4月30日 - ）は、日本の実業家。元ガリバーインターナショナル最高顧問。

## 来歴・人物
香川県三豊郡本山村（現 三豊市豊中町）出身。香川県立観音寺第一高等学校、東京大学経済学部卒業。
1958年（昭和33年）東京大学卒業後、伊藤忠商事に入社。10年間、鉄鋼部門に従事する。1969年（昭和44年）ユニオン光学に移り、常務営業部長に就任。1975年（昭和50年）同社社長に昇任。
1998年（平成10年）ガリバーインターナショナル最高顧問に就任。同社、2000年（平成12年）東京証券取引所市場第二部の上場、および2003年（平成15年）同証券取引所市場第一部への指定替えに貢献する。
ガリバーインターナショナルのグループ会社のジー・レンタル社長、ジー・アール社長、会長などを歴任。 現在は和敬塾理事、ジー・アール会長を兼任。

## 略歴
- 1958年 - 東京大学経済学部卒業
- 1958年 - 伊藤忠商事入社
- 1969年 - ユニオン光学常務取締役 営業部長
- 1972年 - ユニオン光学専務取締役
- 1975年 - ユニオン光学代表取締役社長
- 1991年 - ユニオン光学代表取締役会長
- 1993年 - ユニオン光学取締役相談役
- 1997年 - ユニオン光学常勤監査役
- 1998年 - ガリバーインターナショナル最高顧問
- 2001年 - ガリバーインターナショナル特別顧問
- 2003年 - ジー・トレーディング取締役内部監査室長
- 2007年 - ジー・レンタル取締役
- 2009年 - ジー・レンタル代表取締役社長
- 2011年 - ジー・アール代表取締役社長
- 2015年 - ジー・アール代表取締役会長（現任）
- 2016年 - ガリバーインターナショナル監査役[1]